# The Smiling Lombana
The Smiling Lombana es una película documental colombiana de 2019 dirigida por Daniela Abad. Estrenado el 17 de enero de 2019, el documental, basado en la vida del artista colombiano Tito Lombana, participó en el Festival Internacional de Cartagena de Indias, en el Festival Internacional del Nuevo Cine Latinoamericano de La Habana y el Festival Internacional de Cine de Tunja, entre otros. En 2019 ganó dos Premios Macondo, entregados por la Academia Colombiana de Artes y Ciencias Cinematográficas, incluyendo el de Mejor Documental.

## Sinopsis
El documental, dirigido por su nieta, explora la vida y obra de Tito Lombana, escultor colombiano de origen costeño al que se le atribuye, entre otras cosas, la creación del famoso monumento de "Los Zapatos Viejos". Lombana fue un notable artista, y logró plasmar la fauna marina en esculturas de mármol muy apreciadas. El escultor falleció en 1998.